# Бунун

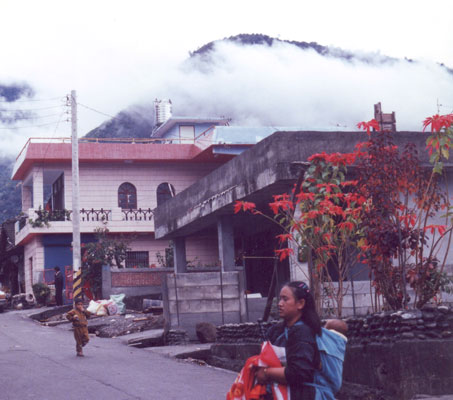
Мать с ребенком в деревне Лона

Бунун (кит. упр. 布農族, пиньинь Bùnóng, палл. бунун), также Вонум — народность тайваньских аборигенов, происходит с гор на востоке страны, над городом Тайдун. Бунун известны вокальной полифонической музыкой. Они говорят на языке бунун.
В отличие от других племён, бунун расселились по всему острову. В 2000 численность бунун составляла 41,038 — примерно 10 % населения аборигенов Тайваня, это четвёртая из наиболее крупных племенных групп. Бунун делятся на пять племён: такбунуаз, такитудух, такибака, такиватан и исбукун.

## История

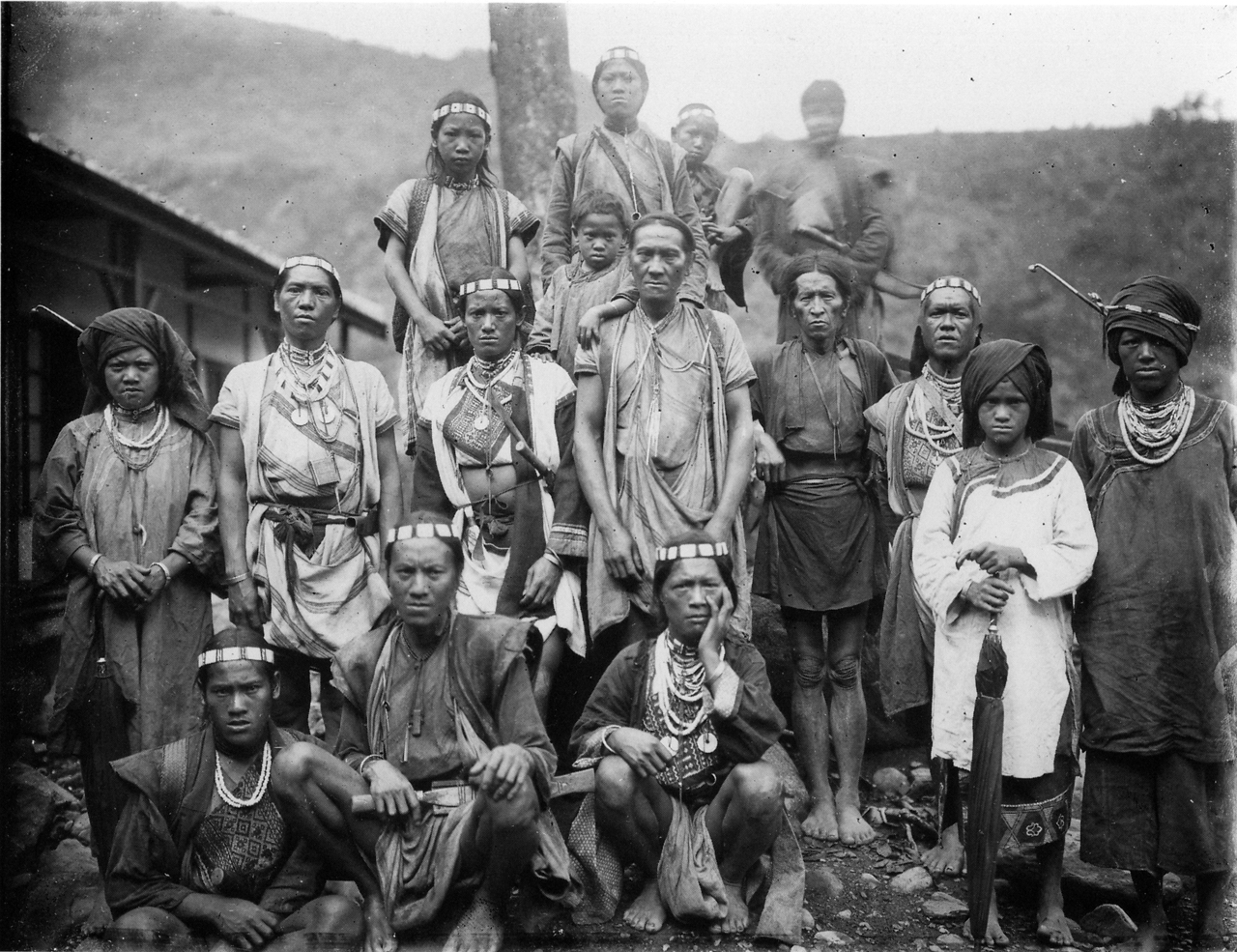
Бунун в 1900 году

До прихода христианских миссионеров в начале XX века бунун обладали славой свирепых воинов и охотников за головами. Бунун относилось к высокогорным племенам (подобным атаял и тароко), враждебным к посторонним, как к китайцам, так и к другим аборигенам. Бунун постоянно перемещались в горах в поисках новых районов для охоты и земель, где можно было заняться сельским хозяйством.
Во время японской колонизации Тайваня (1895—1945) бунун были последними племенами, которые японским властям удалось «привести к миру». После ожесточенного сопротивления они были вынуждены спуститься вниз и поселиться в низменных деревнях. Японцы ограничили охоту и стали поощрять выращивание риса в зонах обильного орошения. Многие бунуны получили работу полицейских, бунуны призывались в японскую армию во время войны.
Массовая миссионерская деятельность привела к тому, что к 1940 году большинство бунунов приняло христианство. Сейчас бунуны принадлежат либо к католической, либо к пресвитерианской церквям.
С приходом к власти Гоминьдана власти упорно насаждали китайский язык, подавляя культурную самобытность племён. Только с 1990-х годов с развитием демократии снова начался культурный расцвет бунунов.

## Культура

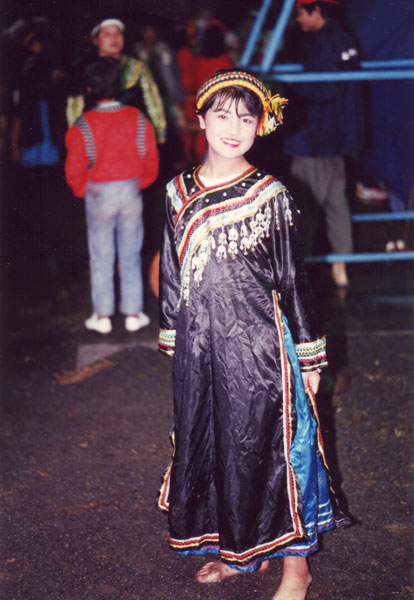
Бунунская танцовщица в национальной одежде

Согласно легенде, очень давно вокруг Земли ходило два солнца, и было непереносимо жарко. Отец и сын после многих попыток смогли подстрелить одно солнце, и оно стало луной. Луна потребовала от них, чтобы они пришли в свою деревню и стали вместе со своим народом соблюдать три предписания. Они должны были постоянно наблюдать за ростом и старением луны и соблюдать при этом определённые ритуалы. Они должны всю свою жизнь почитать предков Неба и Земли, выполняя особые ритуалы. И кроме того они должны воздержаться от неправильного поведения, быть правильным и мирным племенем.
Большое значение в религии бунун приобретали небесные явления, и в первую очередь луна, по которой определялся календарь. В определённый месяц женщины не имели права мыться. Бунун — единственное племя аборигенов Тайваня, которые вели записи, фиксируя лунные циклы и их влияние на события и урожаи.
Вся жизнь бунун пронизана ритуалами и табу. При этом на многие действия требовались санкции старших. Например, не допускалось идти на охоту, пока старейшине не приснится пророческого сна матибахи, сон должен содержать добрые знамения.
Ряд из ритуалов было оставлено при принятии христианства. Однако современное общество всё еще придерживается некоторых ритуалов и требует от детей строгой почтительности к старшим.
Песнопениям бунун характерна полифоническая система. Известна песня Пасибутбут, которая привлекла внимание композиторов и музыковедов Jin Fong YANG 楊金峯 (недоступная ссылка)

## Праздник олених ушей
Праздник олених ушей проводится в апреле-мае, когда юноши идут в горы на охоту. Убитых животных вешают на распорках и юноши и дети в них стреляют, учась пользоваться оружием. Этот фестиваль считается инициацией юношей, которые после него считаются взрослыми.
В настоящее время фестиваль совмещается с театрализованными представлениями.